# Fillie Lyckow
Fillie Lyckow, née le 31 octobre 1934 à Stockholm et morte le 2 avril 2015 à Mariefred, est une actrice de cinéma et de télévision suédoise. 

## Filmographie

### Cinéma
- 1961 : Lustgården : Berta (non créditée)
- 1964 : Klänningen : vendeuse (non créditée)
- 1973 : Luftburen : Marianne
- 1977 : Mackan : mère de Kenneth
- 1978 : Un et un : Malin
- 1979 : Du är inte klok, Madicken : Fröken
- 1980 : Flygnivå 450 : Sjuksköterska
- 1980 : Madicken på Junibacken  : Fröken
- 1982 : Brusten himmel : Tante Ebba
- 1984 : Sömnen : Alma

### Télévision
- 1971 : Här ligger en hund begraven (TV)
- 1972 : Barnen i Höjden (série télévisée) : Tidningstanten
- 1973 : Mona och Marie (mini-série télévisée)
- 1974 : Engeln (mini-série télévisée) : assistant du pharmacien (épisode Onda anslag mot äldre damer)
- 1974 : Straffet (mini-série télévisée) : Barnavårdsassistenten
- 1976 : Leva livet (TV) : Mona
- 1978 : Bröllopet (TV) : femme
- 1979 : Godnatt, jord (série télévisée) : baronne
- 1979 : Madicken (série télévisée) : Skolfröken (épisodes Lisabet pillar in en ärta i näsan et Madicken flyger och far)
- 1981 : Babels hus (série télévisée) : patiente végétarienne (épisode Del 3)
- 1981 : Hans-Christian och sällskapet (TV) : Judith
- 1987 - 1989 : Varuhuset (série télévisée) : Aina (40 épisodes)
- 1988 : Kråsnålen (mini-série télévisée) : Mrs. Blomqvist (3 épisodes)
- 1989 - 1991 : Tre kärlekar (série télévisée) : Fredrika Melin (3 épisodes)
- 1990 : Millan och Lasse (série télévisée) : Lärarinna
- 1994 : Svensson Svensson (série télévisée) : Dagmar (épisode Ju mer vi är tillsammans)
- 2000 : Nya tider (série télévisée) : Liselotte Rosén (3 épisodes)
- 2009 : Livet i Fagervik (série télévisée) : Maud (1 épisode)
- 2010 : Hotell Gyllene Knorren (série télévisée) : Berättare (24 épisodes)
- 2013 : Barna Hedenhös uppfinner julen (série télévisée) : Dam (7 épisodes)